# Władca Pierścieni: Wojna Rohirrimów
Władca Pierścieni: Wojna Rohirrimów (ang. The Lord of the Rings: The War of the Rohirrim; jap. ロード・オブ・ザ・リング/ローハンの戦い, Rōdo obu za ringu: Rōhan notatakai) – nowozelandzko-japońsko-amerykański film animowany (anime) z 2024 roku w reżyserii Kenjiego Kamiyamy, zrealizowany na podstawie wątków fabularnych z legendarium Śródziemia J.R.R. Tolkiena. W wersji angielskiej głosów postaciom użyczyli m.in. Brian Cox, Gaia Wise i Miranda Otto. Akcja filmu rozgrywa się około dwieście lat przed wydarzeniami z Hobbita i Władcy pierścieni Petera Jacksona.

## Fabuła
Władca pierścieni: Wojna Rohirrimów przedstawia historię córki króla Rohanu Helma Żelaznorękiego, Héry: postaci jedynie wzmiankowanej w legendarium Tolkiena, nigdy niewymienionej z imienia, która – podobnie jak cała jej historia – wymyślona została przez scenarzystów na potrzeby filmu. W roku 2754 Trzeciej Ery Helm podejmuje rohańskich możnych, w tym lorda Dunlendingów Frekę, który stara się przekonać go, żeby wydał Hérę – obiecaną już gondorskiemu szlachcicowi – za Wulfa. Wobec odmowy zgłasza pretensje do tronu Rohanu i wyzywa króla na pojedynek, podczas którego ginie, w następstwie czego Wulf zostaje wygnany z Rohanu, poprzysięga jednak zemstę na królu i jego rodzinie. Na wygnaniu gromadzi armię, dzięki której zapędza Rohirrimów do Rogatego Grodu, którego obroną dowodzi Héra, ostatecznie zabijająca Wulfa. Niezainteresowana rządzeniem zgadza się, żeby nowym królem Rohanu został Fréaláf, podczas gdy ona wyrusza na poszukiwanie przygód.

## Obsada głosowa
W nawiasach podano aktorów użyczających głosów w dubbingu japońskim i polskim.
- Brian Cox (Masachika Ichimura(inne języki) / Szymon Kuśmider) jako Helm Żelaznoręki – król Rohanu[4]
- Gaia Wise(inne języki) (Fūka Koshiba(inne języki) / Julia Chatys) jako Héra – córka Helma[4]
- Luke Pasqualino (Kenjirō Tsuda) jako Wulf – wódz Dunlendingów, przyjaciel Héry z dzieciństwa[4][7]
- Laurence Ubong Williams (Yūichi Nakamura / Modest Ruciński) jako Fréaláf Hildesonf – siostrzeniec Helma, późniejszy król Rohanu[10]
- Lorraine Ashbourne(inne języki) (Takako Honda(inne języki) / Agnieszka Matysiak) jako Olfina – opiekunka Héry[7]
- Miranda Otto (Maaya Sakamoto) jako Éowina – narratorka filmu, księżniczka Rohanu w czasach wojny o Pierścień[4]

Głosów bohaterom drugoplanowym użyczyli m.in. Yazdan Qafouri (Miyu Irino / Karol Jankiewicz) i Benjamin Wainwright (Toshiyuki Morikawa / Maciej Maciejewski) jako synowie Helma, odpowiednio Háma i Haleth; Shaun Dooley (Atsushi Ono / Jakub Wieczorek) jako lord Freka, ojciec Wulfa; Michael Wildman (Kōichi Yamadera) jako generał Targg; Jude Akuwudike (Hōchū Ōtsuka) jako lord Thorne; Bilal Hasna (Taya Hayato / Maciej Dybowski) jako Lief i Janine Duvitski (Toshiko Sawada) jako stara Pennicruik. Na potrzeby filmu wykorzystano archiwalne nagranie z udziałem Christophera Lee (Katsube Nobuyuki / Marcin Troński) jako Sarumanem, a Billy Boyd (Masaki Iiizumi) i Dominic Monaghan (Manabu Muraji) – tj. aktorzy wcielający się w Pippina i Merry’ego w trylogii Władca pierścieni Petera Jacksona – użyczyli głosów dwóm orkom.

## Produkcja
W czerwcu 2021 r. New Line Cinema, wcześniej odpowiedzialne za produkcję i dystrybucję trylogii Władca pierścieni oraz Hobbit, ogłosiło rozpoczęcie prac nad filmem animowanym z akcją osadzoną w Śródziemiu. Wojnę Rohirrimów pomyślano jako niezależną opowieść zawierającą nawiązania do filmów Petera Jacksona, który jednak nie zaangażował się osobiście w prace nad projektem. Konsultantką została jednak Philippa Boyens, współscenarzystka wcześniejszych filmów z legendarium Tolkiena.
Za produkcję filmu odpowiadały New Line Cinema, Warner Bros. Animation i Sola Entertainment, odpowiedzialne za animację. Na reżysera wybrano Kenjiego Kamiyamę, a scenariusz napisali Phoebe Gittins i Arty Papageorgiou, bazujący na wcześniejszym tekście autorstwa Jeffrey’ego Addissa i Willa Matthew. Nad Wojną Rohirrimów pracowali także m.in. autor efektów specjalnych z Wētā Workshop Richard Taylor oraz ilustratorzy Alan Lee i John Howe. Pierwszą grafikę koncepcyjną opublikowano 14 lutego 2022 roku.
Całkowity budżet produkcji wyniósł ok. 30 mln USD. Decydując się na realizację Wojny Rohirrimów wytwórnia nie liczyła na wysokie przychody z box office’u, a film stworzono po to, żeby nie stracić praw do ewentualnych przyszłych aktorskich adaptacji utworów Tolkiena osadzonych w Śródziemiu.

## Dystrybucja
Początkowo premierę Władcy pierścieni: Wojny Rohirrimów zapowiedziano na 12 kwietnia 2024, ale ze względu na strajk scenarzystów przesunięto ją na 13 grudnia 2024. Światowa premiera odbyła się 3 grudnia 2024 na londyńskim Leicester Square. 27 grudnia film udostępniono odpłatnie w usługach wideo na życzenie, 18 lutego 2025 wydano go na Blu-rayu, a 28 lutego udostępniono w usłudze subskrypcyjnej Max.

## Odbiór

### Box office
Podczas dystrybucji kinowej na całym świecie film zarobił łącznie 20,6 mln USD. W Stanach Zjednoczonych i Kanadzie w premierowy weekend zajął piąte miejsce w tamtejszym box offisie, plasując się za Kravenem Łowcą, Wicked czy Gladiatorem II. W Polsce film zadebiutował na ósmym miejscu zestawienia box office’u, w premierowy weekend (wraz z pokazami przedpremierowymi) przyciągając do kin 15,9 tys. widzów; w drugim zajął miejsce dziewiąte (28,7 tys. widzów od premiery), a w trzecim nie znalazł się w pierwszej dziesiątce.

### Reakcja krytyków
W agregatorze recenzji Rotten Tomatoes Wojnę Rohirrimów poleca 48% spośród 141 recenzentów; przy średniej ocen wynoszącej 5,7/10 film podsumowano stwierdzeniem, że chociaż fabularnie jest głęboko zakorzeniony w mitologii Tolkiena, to „sztampowe postacie i nierówna animacja przywodzą na myśl bardziej środek drogi niż Śródziemie”. Według stosującego średnią ważoną agregatora Metacritic ocena filmu wynosi 54/100 z 32 recenzji, co wskazuje na „mieszane albo przeciętne” jego przyjęcie. Widzowie ankietowani przez Cinemascore przyznali filmowi ocenę „B” w skali od „A+” (najlepsza) do „F” (najgorsza).